# Gobierno de Manuel Oribe
El gobierno de Manuel Oribe comenzó cuando asumió la presidencia el 1 de marzo de 1835 tras ser electo como presidente de la República por la Asamblea General en la elección de 1835 y terminó con su renuncia el 24 de octubre de 1838 presionado por las condiciones políticas de la época. 
En este período recibió las arcas del estado exhaustas, lo que obligó al gobierno a buscar financiamiento externo. Las políticas destacadas incluyen la creación de los departamentos de Salto, Tacuarembó y Minas (actualmente Lavalleja), el impulso a la educación terciaria mediante la constitución de cátedras en la Casa de Estudios Generales que en un futuro se convertiría en la Universidad de la República, las amnistías a los revolucionarios lavallejistas y leyes de pensiones. Además, tuvieron lugar varios alzamientos armados alentados por su opositor, Fructuoso Rivera.

## Antecedentes
El 1 de marzo de 1835 Manuel Oribe fue electo por la Asamblea General en forma unánime como el segundo presidente constitucional de Uruguay, con los treinta y cuatro legisladores presentes votando por Oribe. Este apoyo reflejó la reputación de la que en aquel momento gozaba Oribe, «por sus dotes morales, cívicas y militares». El hecho de ser «el candidato de Rivera» en parte explicaba su triunfo, pero eso no significaba que no hubiera tenido méritos propios. Su contribución para el establecimiento de la paz fue esencial al derrotar definitivamente a las rebeliones lavallejistas, durante las que Oribe le prestó apoyo a Rivera.
Aspiraba a una autoridad dentro del orden y unión del país, con un sistema administrativo con bases sólidas y honestas.

## Asunción
Al asumir su cargo como presidente de la República, Manuel Oribe pronunció en su discurso:

Honorables Senadores y Representantes de la Nación:

Al presentarme ante vosotros á prestar el juramento de la Ley, mi corazón se halla sobrecogido de un temor que no había experimentado ni aun al frente de los enemigos.

Así es que al aceptar el cargo que he jurado, me limitaré solo á prometeros que cumpliré y haré cumplir fielmente la Constitución y las Leyes.
Manuel Oribe

## Gabinete
El 4 de marzo de 1835 Oribe anunció su equipo de gobierno. Francisco Llambí fue designado como ministro de Gobierno y Relaciones Exteriores, Juan María Pérez como ministro de Hacienda, y Pedro Lenguas como ministro de Guerra. Otras designaciones fueron las de Juan Benito Blanco como jefe político de Montevideo y José Rondeau como jefe del Estado Mayor del Ejército. Los nombres del gabinete y el resto de los cargos políticos representaban un intento de conciliar las distintas posiciones de la elite política del país en los períodos anteriores.
Juan Benito Blanco en este nuevo gobierno asumió el 1 de abril de 1835 como jefe político del departamento de Montevideo. El 15 de octubre de 1836 Oribe lo designó como Contador General del Estado y el 6 de agosto de 1837 reemplazó a Francisco Llambí como nuevo ministro de Gobierno y Relaciones Exteriores, hasta el 1 de septiembre de 1838 que lo sustituyó Carlos Villademoros. Por su parte, antes de asumir como ministro de gobierno, Villademoros fue encargado de negocios ante Brasil, hasta que fue electo como diputado por Montevideo en la tercera legislatura de la Cámara de Representantes.
El 21 de octubre de 1836 asumió como ministro de Hacienda Francisco Joaquín Muñoz, que reemplazó a Juan María Pérez por problemas de salud relacionados con una dolencia de la vista. Muñoz se desempeñó como ministro hasta agosto del año siguiente.

## Política nacional

### Administración pública

#### Divisa «Defensor de las Leyes»
Con el decreto de 10 de agosto de 1836, se creó una divisa consistente en una cinta blanca con el lema «Defensor de las Leyes». Su uso era obligatorio para funcionarios militares, policiales y demás funcionarios públicos, quienes debian llevarla puesta en los sombreros o en los ojales de su uniforme. El propósito de este distintivo era el de distinguir a quienes se rebelaran en contra de las autoridades, de los que adherían el bando oficialista. Los ciudadanos comunes podían usar el distintivo en los ojales de su vestimenta en señal de apoyo a las autoridades. Este se considera el origen de la divisa blanca.

### Defensa

#### Primera rebelión riverista
La oposición al oficialismo, integrada por figuras como los exministros Lucas Obes y Santiago Vázquez, contaban con el apoyo de Rivera y este a su vez actuaba como si fuera un gobierno autónomo desde su creado cargo de Comandancia General de la Campaña, al margen de la ley. Pero la situación escaló luego de que con la revolución de los farrapos en 1835 en Río Grande del Sur de los revolucionarios —que contaban con la simpatía de Lavalleja, opositor a Rivera—, llevó a Rivera a establecer relaciones con el comandante imperial en aquel estado. Oribe, al percatarse de esto, decidió asumir la comandancia general del ejército apostado en la frontera al suprimir la Comandancia General de la Campaña, pero tratando de no quebrar el vínculo con Rivera. Sin embargo, esto no le cayó bien a Rivera.
Las tensiones entre el oficialismo y la oposición nuevamente se manifestaron en la elección de alcaldes ordinarios en enero de 1836, en donde el Poder Ejecutivo y el Comandante General de la Campaña en donde cada parte realizó una campaña vigorosa que terminó con la victoria oficialista. La oposición acusó al gobierno de haber ejercido influencia en el acto electoral y levantó protestas en la prensa opositora. Producto de estas protestas se decretó el cierre de uno de estos periódicos, y la oposición tildó al gobierno de «absolutista» y «antiliberal».
Entonces, el 18 de julio Rivera realizó una proclama, en la que se levantó en armas en contra del gobierno. Desde el gobierno se decretó el uso de una divisa blanca (véase más arriba) para distinguir a los que apoyaban la causa oficialista de los rebeldes. En cambio, los sublevados inicialmente adoptaron una divisa de color celeste como el de la escarapela nacional, pero que la fueron sustituyendo por una divisa de color rojo. Rivera hace unos meses había vendido sus estancias para financiar su campaña, y obtuvo el apoyo de milicias de Paysandú, Durazno y Soriano, y también de las fuerzas comandadas por el general Lavalle, unitario argentino. Las fuerzas constitucionales estaban integradas en su mayoría por la Guardia Nacional comandadas por el general Ignacio Oribe, aunque también las integraba las fuerzas comandadas por Lavalleja. El 19 de septiembre de 1836 tuvo lugar la Batalla de Carpintería, en donde se estrenaron las divisas blancas y coloradas. El resultado de este enfrentamiento fue la victoria de las fuerzas del gobierno. Con el fin de la batalla se restauró la paz y se exiliaron a algunos partidarios de Rivera, como Obes y Vázquez que se refugiaron en Río de Janeiro, prohibiéndoseles el ingreso al país. Otros como los unitarios Rivadavia, Agüero y Cruz fueron enviados a Santa Catalina. Pero con respecto a los tenientes que pugnaron por la causa riverista, Oribe de forma conciliadora accedió a su pedido de clemencia, por lo que se ganó el respeto de sus adversarios.

### Derechos humanos

#### Amnistía a los revolucionarios de 1832
A fines de marzo de 1835 Oribe se presentó ante la Asamblea General para solicitar autorización de un subsidio a los militares emigrados durante las revoluciones de 1832 y 1834, con el argumento de que a pesar de que se habían levantado en armas en contra de las autoridades constitucionales, ellos habían servido distinguidamente durante la guerra de independencia. Este pedido se tradujo en la ley n.° 96 del 16 de junio de 1835, en la que la Asamblea General autorizó al Poder Ejecutivo para proceder con este propósito en la forma que estimara «compatible con la tranquilidad pública y circunstancias del erario».
Con esta autorización legislativa, Oribe dictó dos decretos. En el primero, daba un tercio del sueldo a los jefes y oficiales emigrados, con la condición de que residieran en Argentina y no en otra parte. Para Eduardo Acevedo, esta condición era anómala, teniendo en cuenta que el núcleo del movimiento revolucionario lavallejista se encontraba en Buenos Aires, pero en su opinión coherente con la nueva política de solidaridad entre ambos países que Rosas impulsó y Oribe aceptó. El segundo decreto les permitió volver al país a todos los emigrados que quisieran volver.
Ante estos decretos, Juan Antonio Lavalleja pidió desde Buenos Aires la devolución o pago de los bienes que le fueron embargados debido a sus alzamientos armados durante la administración de Rivera. Oribe procedió con este pedido, levantando las trabas existentes, refiriendo al «respeto que le merecía la propiedad particular». A esta serie de medidas, que se alejaban de la posición del gobierno de Rivera, se le sumó otra que, mediante la ley n.° 126 del 21 de junio de 1836, autorizaba al Poder Ejecutivo a proceder al pago de todas las propiedades ocupadas por causas políticas en las revoluciones de 1832 y 1833, previa justificación legal y de la forma que lo permitieran las arcas estatales.

#### Libertad para los esclavos introducidos al territorio nacional
Desde 1825 estaba prohibido el tráfico de esclavos y declarada la libertad de vientres por ley de la Sala de Representantes de la Provincia Oriental y la prohibición del tráfico de esclavos se reafirmó de derecho con la nueva la Constitución, sin embargo, este tráfico continuó de hecho durante varios años. Debido a ello, se aprobó la ley n.° 156 de 16 de junio de 1837, por la cual se declaró libres a todos los negros que en adelante fueran introducidos al país. Además, estableció un régimen de tutela de estas personas hasta su mayoría de edad, o los mayores de veinticinco años durante tres años, para «conciliar esta libertad con su estado de civilización».

### Economía y finanzas
Ya desde el interinato de Carlos Anaya se conocía que el Erario Nacional estaba en una situación comprometida y bajo riesgo de bancarrota. En ese período, Oribe —antes de llegar a la presidencia— solicitó la adopción de medidas para paliar la situación, como la suscripción de un tratado comercial con Gran Bretaña de forma de poder acceder posteriormente a un empréstito que pudiera salvar los fondos del estado. Ya dentro del gobierno de Oribe, el ministro de Hacienda propuso un plan para salir de la crisis, que consistía en atender los compromisos con vencimiento inmediato mediante la conversión de la deuda existente a pólizas de corto plazo y de interés bajo, organizar el crédito público, aumento de la carga fiscal a través de la ampliación del sistema tributario, restricciones al gasto público de forma de nivelar los ingresos y egresos, prever estrictamente la amortización y cancelación de la deuda pública, pedir un emprésito para convertir la deuda en una obligación de largo plazo e instituir un libro de deudas y rentas públicas, entre otras medidas.
Entre los remedios propuestos estaba el dar en enfiteusis las tierras públicas de pastoreo. Hasta ese momento sólo se habían dado 1164 leguas, cuando las tierras bajo régimen fiscal ascendían a 4000 leguas. Estas últimas, si se colocaban al precio de mil pesos cada una, el Estado obtendría cuatro millones de pesos. Por lo que si se establecía un interés del 2,5% el Estado recibiría unos cien mil pesos. Otra medida propuesta era enajenar los solares urbanos del ejido de Montevideo que no eran de renta apreciable y podían venderse. También establecer un impuesto al sector ganadero, proporcional a las ganancias obtenidas en ese sector sobre la base del 33% del capital, base imponible que se duplicaría en tiempo de paz. Por otra parte, proponía establecer impuestos sobre los alquileres de inmuebles urbanos, considerando el aumento de la población que estaba aconteciendo.
En ese tiempo de dificultades financieras, las circunstancias se complicaron cuando se presentaron ante la Asamblea General varios acreedores alegando que se les debía sumas elevadas de dinero por anticipos tributarios, gastos de guerra ocasionados por las invasiones de Lavalleja, obras públicas y préstamos, todos generados en el período constitucional anterior y por sumas de entre trescientos a seiscientos mil pesos. Para sanear esta situación surgió una propuesta de negociar un empréstito de dos millones de pesos garantizados por rentas y con un 6% de interés, hasta un 60% del valor nominal, a cancelar mediante pólizas rescatables con ayuda de lo producido del empréstito. Esto llevó a la promulgación de dos leyes: la n.° 82 del 31 de marzo de 1835 por la que se autorizaba al Poder Ejecutivo a negociar dentro o fuera del país un empréstito hasta la cantidad de pesos que fuera necesaria para cubrir el capital y los intereses de la deuda exigible, sujeto a que sólo se cubriría las deudas reconocidas por una ley y que el empréstito se haría sobre la base de otra ley. La segunda, la ley n.° 87 del 30 de abril de 1835, autorizaba al Poder Ejecutivo a emitir pólizas hasta setecientos mil pesos para cubrir hasta el 50% de los créditos exigibles, garantizadas sobre los impuestos adicionales de aduana, el papel sellado, el impuesto de patentes y la alcabala.
A mediados de 1835 quedó autorizado un empréstito de tres millones de pesos. En ese acto, la Asamblea General aprobó una ley que creaba un registro de deudas y rentas públicas, además de crear una Caja de Amortización.

### Educación

#### Educación primaria y secundaria
Las escuelas públicas del país, que al momento de comenzar el período de gobierno eran 33 de niños y 2 de niñas en todo el territorio, estaban en una situación precaria, con falta de materiales escolares y atrasos en los pagos del personal docente. Este gobierno aprobó un decreto en 1835 por el que se ordenó proveer a los centros educativos del interior de útiles escolares. También se ordenó la creación de una escuela de niñas que, a diferencia de la que se instituyó durante el gobierno de Rivera para las niñas de color, esta sería para niñas sin distinción étnica. Sin embargo, en los hechos, las niñas de color quedaron sin educación básica al dejar de concurrir a las aulas.
En cuanto a las instituciones de educación secundaria, durante este periodo creció su número. Aparte de la Escuela Mercantil gestionada por el Tribunal del Consulado, que en 1835 había sido objeto de elogio por intelectuales de la época, se habían fundado otros centros como el Colegio de los Padres Escolapios y el Colegio Oriental de Humanidades.

#### Educación terciaria
Dentro de la etapa prefundacional de la Universidad de la República, el plan universitario de 1833 que fue impulsado por el entonces senador Dámaso Antonio Larrañaga avanzó en sus propósitos en 1835 con la integración de las cátedras de matemática, jurisprudencia y teología a la Casa de Estudios Generales como se había previsto. Los cursos terciarios iniciaron el 1 de marzo de 1836, con la presencia del presidente y los ministros de estado en la apertura oficial.
La ley de 1833 establecía que cuando la mayoría de las cátedras de la Casa Generales de Estudios estuvieran en funcionamiento, la universidad debía ser erigida por el presidente de la República. Pero recién el 27 de mayo de 1838 fue que se dio esa intervención presidencial, en la que se declaró instituida la Universidad Mayor de la República. Al día siguiente, el Poder Ejecutivo remitió al Parlamento un proyecto de ley orgánica para la nueva universidad, pero este proyecto, redactado por Larrañaga, no pudo ser considerado debido a la situación de guerra civil que se había generado.

### Organización territorial
La ley n.° 84 del 7 de abril de 1835 modificó los límites del departamento de Montevideo, en cuyo texto se expresa: «[s]e reintegra al departamento de Montevideo los límites que le fueron designados en la época de la creación de los departamentos». El decreto de 28 de agosto de 1835 señaló por dónde irían estos límites: desde la desembocadura del río Santa Lucía en el río de la Plata hasta la desembocadura del arroyo de las Piedras en este río (actualmente se toma como que el arroyo de las Piedras desemboca en el arroyo Colorado, y este es el que desemboca en el Santa Lucía), y el límite sigue por este arroyo hasta su naciente en la cuchilla de Pereira. En ese punto, el límite transcurre por el giro de la cuchilla hasta la naciente del arroyo Toledo. La divisoria sigue por el arroyo Toledo hasta su confluencia con la barra de Carrasco, y de ahí hasta su desembocadura en el río de la Plata.
Por ley n.° 158 se dividió el departamento de Paysandú (que comprendía todo el territorio al norte del río Negro) en tres partes, dando origen a los departamentos de Salto y Tacuarembó. Además, a partir de territorio que antes formaba parte de Maldonado y de Cerro Largo, esta misma ley creó el departamento de Minas.

### Población
En 1836 se ordenó la realización de un censo de población con propósitos electorales, para cumplir con la disposición constitucional que requería un diputado en la Cámara de Representantes cada tres mil personas o por una fracción no menor a dos mil personas a partir de la tercera legislatura. Esta sería dirigida por los alcaldes ordinarios de los departamentos con la asistencia de los jueces de paz, tenientes alcaldes y policías para conocer la población de cada jurisdicción territorial. Este censo no se logró terminar debido a la insurrección liderada por Fructuoso Rivera, quedando sin censar Cerro Largo, Colonia y Paysandú.
Del censo realizado en Montevideo, entre los meses de junio y octubre, se dividieron entre los padrones de la ciudad intramuros, dos extramuros y uno de Manga, probablemente correspondientes con las secciones policiales y judiciales. El número al que llegó en el padrón de Montevideo es de 26054 habitantes para 1836.

### Seguridad social
En marzo de 1835 se promulgó la ley n.° 81 de 19 de marzo de 1835, que otorgó pensiones a favor de las viudas de jefes y oficiales fallecidos del Ejército, y a falta de ellas, a favor sus hijos menores de 21 o hijas mientras no contrajeran matrimonio. El requisito para que los beneficiarios accedieran a la prestación era de que el causante hubiera servido por lo menos ocho años de servicio, los que se computaban desde el 1 de mayo de 1825. La pensión consistía en un pago de la tercera parte del salario si el tiempo de servicio no superaba los veinte años, la mitad si sirvió de veinte a treinta años, o dos terceras partes si trabajó por más de treinta años. Las viudas o hijos de los fallecidos con menos de ocho años de antigüedad en el servicio iban a recibir una partida única de cuatro salarios íntegros del causante.
El 3 de junio de 1835 se promulgó la ley n.° 91 de pensión por retiro de jefes y oficiales del Ejército, por la que todos los jefes y oficiales que por razón de retiro quedaran fuera del servicio y que poseyeran al menos diez años de servicio, recibirían una pensión por el período equivalente al que prestaron servicios. El monto del beneficio sería de la tercera parte del sueldo que percibían para quienes tuvieran menos de dieciséis años de antigüedad, la mitad de su salario si la antigüedad en el servicio estaba entre dieciséis y treinta años, dos tercios del sueldo si tenían de treinta a cuarenta años de servicio y el sueldo íntegro si trabajaron por cuarenta o más años.

### Tierras
Por medio de la ley n.° 122 de 3 de junio de 1836 la Asamblea General le adjudicó en propiedad a José Artigas, solicitada por su hijo José María Artigas, las tierras ubicadas entre los arroyos Arerunguá, Cañas e Isla de Vera, cuya área se extendía por unas quince y cinco sextos leguas cuadradas, aparte de concedérsele una exoneración de todo tributo sobre el terreno. Esta ley fue relevante debido a que significó la primera vez, y la única con José Artigas vivo, en la que un órgano del estado uruguayo le tributó honores y reconoció sus servicios prestados durante la época revolucionaria. Asimismo, es la primera vez que le consagra oficialmente el título de general. Esta acción pretendió darle una reparación histórica anticipada y definitiva por parte de sus contemporáneos, según surge de las opiniones durante la elaboración de la ley como en las firmas que le dieron su aprobación. Esta adjudicación de tierras supuso la primera vez en la historia de la tenencia de la tierra en el país en el que el Poder Legislativo le adjudicó directamente la propiedad de un bien fiscal a un particular.
Esas tierras se las había solicitado al Comandante General de la Campaña Francisco Javier de Viana un campo ubicado en las inmediaciones del Arapey Grande, Arerunguá y Valentín, bajo la jurisdicción de Belén. Cuando estaba por entrar en posesión del terreno en 1811, hace a un lado sus intereses materiales para presentarse a la Junta de Mayo, perdiéndolo todo por la causa patriótica. Durante el régimen lusobrasileño Francisca Artigas de Villagrán y José María Artigas no pudieron entrar en posesión, como sí lo pudo hacer en 1824 Luis Sierra, socio de Artigas, por no tener recursos económicos para solventar un juicio y porque el nombre de Artigas estaba proscripto durante el régimen imperial. José María Artigas intentó nuevamente presentar una acción reivindicatoria durante el primer gobierno de Fructuoso Rivera, pero con la exoneración de la nueva tasa dispuesta por la nueva ley de enfiteusis por ser elevada. Este pedido recién fue acogido favorablemente durante la segunda legislatura. Sin embargo, a mediados de 1840 este bien sería enajenado por su hijo a nombre de su padre, previa venia judicial.

## Política exterior

### La misión Giró ante España y el Reino Unido
Durante las gestiones para obtener un empréstito para cubrir las deudas públicas (véase más arriba en «Economía y finanzas»), Oribe aprovechó la oportunidad para establecer relaciones con España y con el Reino Unido. Para esta misión Juan Francisco Giró fue nombrado como ministro plenipotenciario ante la Corte de Madrid y como agente confidencial ante el gobierno británico en Londres, de forma que España le reconociera la independencia a Uruguay y el Reino Unido se interesara en un tratado de libre comercio.
Para el reconocimiento de la independencia de Uruguay por España, en principio auspicioso por los antecedentes de México, Chile y Venezuela, Giró fue instruido en que cualquier propuesta que no tuviera como base la independencia oriental fuera rechazada, aunque podría aceptar una que indirectamente se la reconociera, como un tratado de libre comercio, sólo si hubiesen antecedentes análogos en otros países del continente. Tampoco debía aceptar propuestas por las que se le requiriera a Uruguay pagar indemnización por su independencia, y si fuera por las deudas del tiempo del fin de la administración española en 1814 en Montevideo, que fuera con unos términos lo menos desfavorables posible.
Sobre el relacionamiento con el Reino Unido, sus antecedentes no eran auspiciosos, ya que las gestiones iniciadas durante el período de Anaya por el ministro Obes, el representante británico Hamilton había propuesto un tratado de comercio cuyo contenido era similar al firmado con otros países latinoamericanos, que incluían privilegios para los productos ingleses, exoneraciones de derechos aduaneros y excepciones para ciudadanos británicos como, entre otros, la libertad de profesar su propia religión, términos que evidentemente lesionaban la soberanía y los intereses de los países latinoamericanos cada uno en su caso. A excepción de la cuestión religiosa, debido a los demás aspectos que daban a los ingleses una cláusula de la nación más favorecida, terminaron siendo rechazados por las autoridades uruguayas en enero de 1835. Por lo que Giró presentó un documento describiendo al país, su economía y relaciones con otros países hispanoamericanos. Pero en Londres había cierta desconfianza hacia los países sudamericanos, y especialmente sobre Uruguay debido a su situación política y financiera inestable. E incluso esto era aprovechado por la prensa y otros actores que de mala fe acusaban a Uruguay de fomentar el tráfico de esclavos. A fines de 1836 Giró recibió una propuesta de una casa financiera de Liverpool para financiar un empréstito de tres millones, bajo unas condiciones exorbitantes de otorgarle de 200 a 300 leguas de tierras en arrendamiento para diez mil colonos blancos, pero esta propuesta no se concretó al rechazarse el tratado.

### Tratado de comercio y navegación con Francia
En 1836, a partir de las negociaciones promovidas por el cónsul de Francia ante Uruguay, Raymond Baradère, se firmó un convenio preliminar a un tratado de comercio y navegación, por el que se acordaba a cada nación parte la calidad de «nación más favorecida» en cuanto a agentes diplomáticos, personas, bienes y buques, además de permitir a los cónsules exigir el arresto de marineros desertores a bordo. Sin embargo, este acuerdo recién se ratificaría durante el segundo gobierno de Rivera en 1839.

## Fin del mandato
El 24 de octubre de 1838 Oribe se presentó ante la Asamblea General para presentar su renuncia, como estaba pactado en la Convención de Paz firmada el 21 de octubre de 1838 en el Miguelete, por requerirlo la tranquilidad y conveniencia nacional, pero bajo protesta echándole la culpa a los franceses de haber influido su renuncia. Oribe se refugió ese mismo día en Buenos Aires, mientras que Gabriel Pereira, presidente del Senado, asumió la presidencia interina.